# Башовишки печ
Башовишки печ e пещера в Северозападна България, в близост до село Гара Орешец, обявена през 2022 г. за защитена територия.

## Пещера
Пещера Башовишки печ е известна още като Башовица, Башевечки печ и Водни печ.
Пещерата е проучвана в края на XIX и началото на XX век от проф. Георги Бончев. Още през XIX век пещерата е била известна на местното население и използвана за напояване и задвижване на воденици. През 1961 г. входът ѝ бива затрупан при дейности в близката кариера Башовица. През 1979 г. входът е разчистен по инициатива на видинския спелеологичен клуб „Бонония“ и започват съвременните проучвателни дейности с проникване в първите 200 метра от пещерата.
По данни към края на 2021 г. след картиране на пещерата е установена дължината ѝ от 4100 метра, което я прави най-дългата пещера в Северозападна България. Пещерата има надморска височина 302 метра и положителна денивелация 25 метра. В морфологичен план се категоризира като изворна пещера, с постоянно течаща вода, има водни и сухи части, както и разклонения.
Достъпът до пещерата е свободен и за целта не е необходим алпийски планински инвентар.
През есента пещерата се обитава от прилепи. При проучванията са установени и няколко ендемични биологични вида:
- Trichoniscus bononiensis – ракообразни от разред равноноги (Isopoda) [4]
- Niphargus pecarensis – ракообразни от разред мамарци (Amphipoda).[4]

Други известни пещери в района са Козарника и Венеца.

## Защитена територия
Пещерата Башовишки печ и прилежащата и наземна територия от 3 декара около входа на пещерата са обявени за защитена територия на 30 януари 2022 г. от Министерството на околната среда и водите с министър Борислав Сандов. Защитената територия се намира в землищата на три видински села: Гара Орешец и Бела в община Димово, както и Гранитово в община Белоградчик.
С обявяването на Башовишки печ за защитена територия се цели опазването на пещерата като спелеоложки обект с естествен подземен карстов извор, водни галерии, палеонтоложки находки, местообитание на прилепи и ендемична безгръбначна фауна.
Забранява се унищожаването, повреждането и изнасянето на елементи от пещерната структура, включително камъни, седименти и пещерни образувания, както и палеонтоложки или археологически находки. Забраняват се и дейности, които могат да доведат до обезпокояване или унищожаване на пещерни животни, както и внасяне на неприсъщи за района растителни и животински видове.